# Oplatka
Oplatka (na Moravě ten oplatek, německy Oblaten, anglicky Wafer) je pokrm z nekvašeného jemného tenkého těsta obvykle s tlačeným vzorem. Oproti sušence bývá tenčí, plochá, netučná. Zejména solené oplatky bývají ochucené. Chuťově nevýrazné oplatky se vyjma hostií zpravidla ochucují náplní nebo jsou součástí jiného sladkého pokrmu.
Oplatky se často slepují ve dvou či více vrstvách pomocí náplně (Pišingr), např. čokoládové nebo vanilkové, a vytvářejí se z nich řezy, příkladem mohou být tatranky opatřené po obvodu ještě čokoládovou polevou. Lázeňská oplatka (dříve Karlovarská oplatka) je slepena sypáním ze dvou velkých kruhových oplatek. Pro slepované oplatky se užívalo názvu slípánky a pro stočené olipy (Hohlhippen), příkladem stočených oplatek jsou Hořické trubičky nebo Manner Hohlhippen. Z oplatkového těsta se vyrábí také zmrzlinový kornout (či mistička) a cukrářské dekorativní oplatky.

## Historie
Nejstarší pečetní oplatky (též pečetní lak) pochází ze španělského Nizozemí, kde sídlila většina hanzovních faktorií. Právě hanzovní obchodníci upřednostnili pro své obchodní záležitosti jemnější papír a pro rychlé vyřizování obchodní pošty pohodlnější pečetní lak a oplatky. Oplatka z roku 1579 byla objevena na cestovním pase, další z roku 1590 a 1597 na dopisech. V 80. letech se rozmohla výroba lékárenských oplatek (oplatkových pouzder). S výrobou se začalo nejprve v Německu, kde došlo k velkému rozmachu chemického průmyslu a laboratoří. Postupně vznikaly i větší laboratoře při lékárnách v zemích Koruny české. Oplatky se využívaly jako obaly (kapsle) pro přesně odměřenou dávku účinného léčiva pro pacienty. Z neslazených oplatek se vyráběly později zmrzlinové kornouty, mušle, bábovky, misky, rybičky.

### Pečetní oplatky
Oplatky (velmi tenké koláčky) se vyráběly z nekysaného těsta (mouky a vody) ve tvaru tenkých tabulek nebo kotoučů. Za obyčejné se považovaly okrouhlé oplatky pečetní, vyráběné v různých velikostech a barvách (nejvíce ale v červené a černé). Mnoho pečetních oplatek se vyrábělo v Norimberku (1833 Johann Schmidt, Oblaten - Fabrik) a Fürthu, odkud se poštou rozesílaly v balíčkách nebo v škatulkách. Velké bílé tabulové (čtyřhranné nebo okrouhlé) oplatky využívali cukráři pod jemnější pečivo. Oplatky kostelní (hostie) se zhotovovaly též v různých velikostech a obyčejně bývaly opatřeny plastickými vzory.
Oplatky se pekly v železných formách. Bilé pečetní se připravovaly z bílé pšeničné mouky a vody, přičemž se připravilo dosti řídké těsto, které se muselo rychle upéci. Oplatková forma sestávala ze dvou kulatých ploch a otvírala se jako kleště. Při zavření formy do sebe obě plochy (až na malou obrubu) zapadly. Obruba byla tak vysoká, jak měla být oplatka silná.
Nejprve se obě plochy formy nahřály a potom, aby se oplatky na formu nepřichytávaly, se potřely máslem. Následně se na plochy formy nalilo připravené těsto, forma se zavřela a nad slabým ohněm pekla. Po vychladnutí formy se oplatky vyklopily. Bylo lepší pracovat minimálně s dvěma formami, aby se neztrácel čas dobou, kdy jedna forma chladla. Formy bývaly uvnitř buď rovné anebo v nich byly vyraženy rozličné vzory.
Oplatky obdélníkové se používaly v kostele nebo též jako pečetní. Lepší druhy oplatek se pekly stejným způsobem, ale na povrchu musely být zcela lesklé (z železné formy hlazené). Někdy bývaly opatřeny i zvláštní glazurou. Toho se docílilo namáčením do slabého roztoku bílého klihu a pak se nechávaly za velkého tepla schnout. Hotové oplatky se rozkládaly na hladký stůl, na kterém se kulatým aneb okrouhlým železem vysekávaly.
Barvené oplatky se vyráběly stejně jako bílé, ale použitá mouka nemusela být úplně bílá.[zdroj?] Při barvení oplatků se dbalo na to, aby barvy nebyly jedovaté a neměly nepříjemnou chuť. Barviva musela být rozpustná ve vodě nebo se třela na prášek.
Červené a růžové oplatky se obarvovaly odvarem mořeny nebo santalu, nejhezčí byly obarvené košenilou.[zdroj?] Žluté oplatky se barvily odvarem řešetlaku nebo kurkumou, nejlépe však šafránem, modré berlínskou modří anebo rozpuštěným indigem.[zdroj?] Nejlépe se barvily modrým karmínem,[zdroj?] fialová barva se míchala z barvy červené a modré v rozličných odstínech. Zelená se docílila smícháním barvy žluté s modrou. Černé oplatky se barvily čínskou tuší nebo utřeným koptem.[zdroj?]
Francouzské pečetní oplatky se vyráběly z čistého, bílého nebo průhledného klihu. Bilý klíh se namočil do směsi 1 dílu žitné kořalky a 1 dílu měkké vody, nechal se 24 hodin močit, pak se dolil vodou a nechal se vařit do zhoustnutí. Zhoustlý klíh se lil na hladkou kovovou plochu formy, která byla opatřená okrajem. Masa se nechala uschnout tak, že se z ní daly kulaté oplatky vytloukat.

### Lékárenské oplatky
V roce 1875 zřídil lékárník František Ševčík v Praze III výrobu mediciálních oplatek, která záhy nabyla velké obliby. Vyvážely se do Německa, Ameriky a Japonska. Lékárník Gustav Hell v Opavě přeměnil svou živnostenskou výrobu v lékárně na tovární v roce 1882 a zřídil i pobočku ve Vídni. Brzy objekty nestačily a v roce 1885 získal staré tovární objekty v Komárově u Opavy a koupil Frasserův objekt ve Vídni na výrobu lékárenských oplatek. V roce 1884 byla založena továrna KAHNEMANN & KRAUSE, která vyráběla lékárenské a elastické tabulové oplatky.
V roce 1892 si nechal lékárník Karl Morstadt zapsat do živnostenského rejstříku v Praze výrobu oplatek lékárnických, pečetních a početního vosku. V roce 1903 živnost pečení nesladkých oplatek a to lékařských a pečetních na nové pražské adrese. Jeho obchod se nacházel v nanárožním domě Kostelní ulice a Bělského třídy. v roce 1913 přešel ze živnostní výroby na tovární. Do obchodního rejstříku si nechal zapsat firmu: К. MORSTADT, továrna na lékárnické oplatky všech druhů, na přístroje ku jich zavírání, na kartonáže a rozličné potřeby lékárnické. Továrnu si nechal postavit v Praze VII na Dělnické ulici čp. 885.
Oplatky Sillimbia zavírají se mým zvláště k tomu sestrojeným přístrojem velice dobře, nemají žádných vyčnívajících okrajů a jsou úplně hladké, následkem čehož na pohled mnohem jsou menší, ač se do nich větší množství prášků vejde nežli do oplatek obyčejných. Nové tyto oplatky mají dle úsudků odborníků vlastnosti také, že lepších vůbec ani již míti nemohou totiž: malou fagonu, velikou vnitřní prostoru, snadné změknutí ve vodě, výborný závěr a hlavně lehké a příjemné jich užívání. Zároveň činím pozor na své nejnovější oplatky, které bez vlhčení mým pat. přístrojem se uzavírají.
Časopis českého lékárnictva, 25.08.1900

### Slazené tzv. karlovarské oplatky
S vydáním Císařského patentu Františkem Josefem I. č. 227/1859 říšského zákoníku ze dne 20. prosince 1859, který uvedl do života pro celou habsburskou monarchii živnostenský řád (živnosti řemeslné, koncesované a svobodné), nastal problém, ke které živnosti přiřadit výrobce cukrových oplatek.
V roce 1891 rozhodlo c. k. ministerstvo vnitra za souhlasu ministerstva obchodu, že živnostenská výroba cukrových tzv. karlovarských oplatek, patří výhradně cukrářům a že k nastoupení živnosti je nevyhnutelně potřeba průkazu způsobilosti o tom, že se žadatel učil nejméně po dva roky cukrářské živnosti a při této živnosti působil minimálně po dva roky jako pomocník. Ministerstvo se k tomuto kroku rozhodlo na základě toho, že živnostenské úřady v posledních letech přijímaly ohlášování výroby oplatek jako živnosti svobodné.
Ve dnech 25., 26. a 27. srpna 1908 se konal v král. hl. městě Praze na Žofínském ostrově 1. sjezd samostatných cukrářů, perníkářů, čokoládníků, voskařů a oplatkářů. Sjezd byl spojen s odbornou výstavkou a mezi hlavní body programu patřily: 1. Otázka odborné organizace a zřízeni odborných společenstev v král. českém. 2. Otázka cukerní daně a cukerního kartelu 3. Otázka odborného školství a otázka učňovská. 4. Zasahování různých příživníků do živnosti cukrářské a podomní obchod. Pozváni byli nejen všichni samostatní cukráři, perníkáři, čokoládníci, voskaři a oplatkáři v mocnářství rakousko uherském, ale i z ciziny, příslušné úřední instance a činitelé v oblasti živnostenské a řemeslné.
- 1851 HENRY, Keks-, Waffel- und Schokoladenfabrik, Seifhennersdorf, Sasko, pobočný závod v Rumburku: továrna na sušenky, oplatkové zboží a čokoládu[21][22]

- 1864 Charles Cabos, Zwiebackfabrik und Waffelbäckerei, Wien, VII., Windmühlgasse, výroba Karlovarských cukrových oplatek (Carlsbader Zucker-Oblaten), čajové vafle (Thee-Waffeln), suchary (Nähr-Zwieback), vanilkové řezy ze Štýrského Hradce (Grazer Vanilleschnitten), mandlové řezy z Prešpurku (Pressburger Mandelschnitten), ječné suchary (Gersten- Zwieback), vanilkové pišingry (Vanille-Patience), vanilkové makronky (Vanille-Makronen).[23] V roce 1885 převzal firmu adoptivní syn Charles Mörzinger-Cabos a zbudoval nový tovární areál, který po zahájení výroby v roce 1903 nesl název Erste Wiener Cakes- und Biscuits-Fabrik Charles Cabos (První vídeňská továrna na sušenky a biskvity Charles Cabos).[24]

- 1872 Antonín Jína, nejstarší parní továrna na suchary, oplatky, sušenky, perníkové zboží a různé cukrovinky v Lomnici nad Popelkou[25][26] Nabízel světoznámé lomnické mandlové a vanilkové suchary a ostatní lomnické výrobky: karlovarské oplatky, dezertky, sušenky a medové marcipány.[27]

- 1877 Theodor Zelinka, továrna na oplatky, piškoty (biskvity), suchary, čajové pečivo (keksy) a cukroviny v Chvalkovicích, po spojení živnostníků r. 1899 1. moravská továrna na oplatky, piškoty, suchary, čajové i zákuskové pečivo a cukrovinky v Olomouci-Pavlovicích, r. 1922 nový název TOKO, spol. s r. o.,[28] po znárodnění n.p. ZORA Olomouc[29][30]

- 1880 Theodor Fiedor, továrna na biskvity, sušenky, oplatky, vafle, bonbony, perník a suchary, Opava

Rok 1840 je považován za rok založení pozdější firmy „Theodor Fiedor, spol. s r. o.“ v Opavě. Kaspar Fiedor společně se svou ženou Amálií prodávali oplatky pečené nad ohněm v železných kleštích. V roce 1880 zavedl jeho syn Theodor továrenskou výrobu (Theodor Fiedor, Troppau, Olmützer Straße 8: Biskuits, Kakes, Oblaten, Waffeln, Bonbons, Honigkuchen, Zwieback).
- 1884 Oskar Pischinger ve Vídni, továrna na piškoty, čajové pečivo, karlovarské oplatky (Pischingerův dort), dětské suchary a obdobné pečivo[34]

- 1887 Karel Bayer, tovární výroba na Karlovarské Bayerovy oplatky, Karlovy Vary (Karel Bayer, Karlsbader Bayer-Oblaten, Karlsbad), r. 1867 založila živnostenskou výrobu jeho matka Barbara Bayer, v novém Československu pak podnik převzal Karl Bayer mladší.[35]

- 1889 J. Pototschnig & A. Mayergündter jun., První moravská parní továrna na těstoviny a oplatky v Brně (Erste mährische Dampfteigwaaren- und Oblatenfabrik in Brünn),[36] 1890 byl proveden výmaz spolumajitele a jediným vlastníkem se stal J. Pototschnig.[37]

- 1890 Josef Manner, továrna na čokoládu, výroba oplatkových neapolitánských řezů (Manner-Schnitte).

- (1893) 1910 Robert Jedliczka, továrna na výrobu oplatků, biskvitů a čokolády, Opava-Komárov[38][39]

C. k. ministerstvo obchodu svým výnosem ze dne 16. dubna 1916 rozhodlo, že o výrobě karlovarských oplatek platí předpisy odstavců 1. a 2., § 8. ministerského nařízení ze dně 20. prosince 1915, č. 379 ř. z. a že k živnostenské výrobě tohoto pečivového zboží nesmí býti používáno pšeničné mouky. Zákaz se nevztahoval jen na oplatky vyráběné v Karlových Varech, ale na všechny druhy oplatek, které se vyráběly obdobným způsobem za použití pšeničné mouky.

### Zmrzlinové neslazené oplatky
Oplatky jednoduché. V hlubokém hrnci rozklektáme mléko, vejce a tolik mouky, aby vznikla pořídká kapanina. Můžeme přidati též fenyklu nebo cukru a p. Formu oplatkovou rozpálíme po obou stranách, dobře ji vy mastíme, nalejeme do ní lžíci těsta a zvolna ji stiskneme. Jakmile se oplatek dole upekl, obrátíme formu a dopečeme jej. (Formu vymašťujeme i ohříváme vždy znova.)
Velká kuchařka, 1912
Z neslazených oplatek se vyráběly kornouty, mističky nebo mušle na zmrzlinu. V roce 1905 si nechal Bedřich Hloušek, velkoobchodník s cukrářským zbožím na Žižkově u Obchodní a živnostenské komory ochránit 6 vzorečků oplatkových rybiček, misek a lodiček.
Pouličních zmrzlinářů je v létě jako hub po dešti a lidový prodej zmrzliny od 50 h dělá bílé obchody, jak prozrazují chodci všeho věku, olizující barevnou dobrotu z oplatkové mističky, amerikanisujeme se a začali jsme od zmrzliny.
Národní listy, 13.4.1926
Oplatkové mističky. Vydlabaná rajská jablíčka položena byla na oplatkové mističky (jako na zmrzlinu), naplněna vlašským salátem, nahoře udělána cukrářskou stříkačkou čepička z růžově obarveného másla. (Barví se bretonem.)
Národní listy, 30.12.1929
Od 1. ledna 1937 byla pro výrobce i prodejce (cukráře i obchodníky) neslazeného pečiva zavedena 1% daň z obratu. Přičemž bylo konstatováno, že neslazeným pečivem se rozumí neslazené oplatky jakéhokoliv tvaru (oplatkové pláty, kornouty, mušle, bábovky, misky, rybičky), karlovarské suchary, neslazené sušenky a preclíky (též preclíkové kroužky a kolečka), neslazené tyčinky apod. Slazené pečivo (slazené oplatky) podléhalo nadále sazbě 4,5 % paušálu u výrobce.

### Výroba oplatek v Československu
Teprve r. 1920 byla výroba Bayerových oplatek úplně obnovena, a to zase přesně dle výtečného původního receptu paní Bayerové. Jich skvělá pověst se udržela, a továrna Bayerových oplatek, nyní řízená vnukem paní Barbory Bayerové, Karlem Bayerem mladším, v nemnoha letech se znova povznesla tak, že Bayerovy oplatky nejen zásobují trh domácí, nýbrž rozesílají se do celého světa jako hledaná pochoutka v oboru nejlepšího desertního pečiva.
Národní listy, 28.10.1928
Novelizovaný živnostenský zákon z roku 1925 uváděl, že výroba a prodej a) obyčejných oplatek je živností svobodnou a b) výroba karlovarských oplatek, je součástí živnosti cukrářské. Výroba cukrových oplatek tak patřila výlučně cukrářům a byla vázána na průkaz způsobilosti pro živnost cukrářskou; přičemž vodové suchary cukráři vyrábět nesměli.
V roce 1934 hrozilo průmyslové výrobě čokolády, cukrovinek, oplatek, keksů, těstovin a cukrářským živnostem, že nebudou smět na základě vládního nařízení 51/1934 Sb. k výrobě používat umělých jedlých tuků. Takovým striktním nařízením byla ohrožena nejen cukrářská živnost, ale i průmysl cukrovinek, čokolády, oplatek, těstovin a zrovna tak i zaměstnanci těchto odborů, jelikož hrozilo, že bude v těchto oborech upuštěno od celé řady výrobků a následně propouštění nepotřebných zaměstnanců nebo ukončení výroby jako takové.
Po zásahu Svazu společenstev cukrářů, který předložil Ústřednímu svazu potravních odborů, ústředním sekretariátům českých i německých stran sociálně demokratických, ministerstvu sociální péče, ministerstvu obchodu a sociálně demokratickým ministrům rozsáhlou žádost k připuštění výjimek ze zákazu používání tzv. umělých tuků při výrobě cukrovinek:
1. Pro různé mastné náplně v čokoládách, oplatkách, čokoládových bonbonech, fourrée atd.
2. Pro tzv. chladivé (ledové) cukrovinky, ledové bonbony, fourrée a ledové pochoutky
3. Pro měkké trvanlivé karamely
4. Pro nugáty
5. Pro sušenky (keksy), oplatky, trvanlivé jemné pečivo apod.[48]

Nakonec vláda vydala 13. dubna 1934 nařízení 68/1934 Sb., kterým upravila používání umělých jedlých tuků při výrobě v živnostech cukrářských a v továrnách na cukrovinky a jim podobné výrobky. Vládní nařízením byla udělena výjimka pro cukrářské živnosti a továrny na cukrovinky a jim podobné výrobky, které směly nadále používat umělé jedlé tuky k výrobě různých mastných náplní v čokoládách, čokoládových a hedvábných bonbonech, chladivého zboží a chladivých náplní, trvanlivého pečiva (sušenek, oplatek, sucharů apod.), měkkých karamel s příchutí, nugátů všeho druhu a dále k výrobě listového těsta, pokud výrobky z něho nebyly označeny nápisem, že jsou vyrobené z přírodních tuků.
V roce 1935 Ústředna čsl. obchodních a živnostnských komor v Praze rozhodla, že výroba oplatek je integrující součást živnosti cukrářské a že pekaři nejsou k jejich zhotovování oprávněni.
- 1921 Hedwig Richter, ovdov. Branczik, I. Brněnská speciální výroba luxusních dezertů a karlovarských oplatek, vaflí, kornoutků se zmrzlinou, perníků, piškotů, želé a kokosového zboží (H. Richter, verw. Branczik, I. Brünner Spezialerzeugung von Luxusdesserts und Karlsbader Oblaten, Waffeln, Eistüten, Lebzelten, Bisquits, Gelée und Kokosartikel), Brno-Zábrdovice, Bratislavská 22.[51][52]
- 1922 Josef Küfferle a spol., továrna na čokoládu v Rohatci u Hodonína, od r. 1925 Česká akciová továrna na čokoládu Josef Küfferle a spol.[53], výroba čokolády, kakaového prášku, oplatek, čokoládových bonbonů a cukrovinek,[54] r. 1939 převzetí čokoládovnou Orion[55][56]

- 1924 Kappel & Sterba, továrna na biskvity, čokoládu a cukrovinky: oplatky, vafle, neapolitánské řezy s oříškovou masou, biskvity, Opava (Kappel & Sterba, Biskuit-, Schokoladen- u. Zuckerwarenfabrik, Troppau, Wagnergasse 11, Oblaten, Waffeln, Neapolitaner, Biskuit)[57][58] Obchodník Josef Kappel vyráběl nejprve Karlovarské oplatky v Bruntále (1889 Josef Kappel, Oblaten-Erzeuger: Prima Carlsbader-Zucker-Oblaten, Freudenthal).[59] V roce 1919 se spojil s Richardem Sterbou. Ten nakonec z firmy vystoupil a založil obdobný podnik ve Vídni.[60]

- Aussiger Adlerwerke E. & O. Kraus, Ústí nad Labem
- Alois Čvančara, Praha-Hloubětín (prodával též patentované čokoládové oplatky Josefa Homolky)[61]
- F. Hodonický, Praha
- Kneisl & Stich, Brumovice u Opavy
- Dr. F. Zátka, Praha

Perníčky a marcipány, oplatky plněné a čokoládované mignonky (Mignon Schokoladenwerke David Söhne AG Halle), osvěženky a neapolitánky, sušenky a kokosky, suchary dětské, mandlové a karlovarské, čajové pečivo a pacience byly k dostání též v Odkolkových prodejnách.
Doplněný živnostenský řád z roku 1948 konstatoval, že stanovit hranici mezi živností pekařskou a cukrářskou je snad jednou z nejnesnadnějších otázek, týkajících se rozsahu živnostenského oprávnění. Z tohoto důvodu bylo doporučeno, aby některé výrobky byly zařazeny mezi ty, které jsou společné oběma živnostem, tedy takové, které mohl péci jak pekař tak i cukrář. Do této kategorie byly zařazeny také neslazené oplatky.
Po znovu zavedení daně z obratu zákonem č. 31/1946 Sb. obsahoval sazebník všeobecné daně jen typické druhy živností. Proto Kroužek pro studium finančního práva a finanční správy v Praze vydal v roce 1949 seznam výrobních činností, které v sazebníku nebyly výslovně uvedeny a zařadil výrobu neslazených oplatek pod výrobní činnost pekařskou.
Cukráři: výroba cukrovinek, výroba dortů, výroba hořických trubiček, výroba jemného pečiva, výroba kanditů, výrobci karlovarských oplatek, výroba mraženek, výroba orientálních cukrovinek, výroba perníků, výroba zmrzliny.
Pekaři: pecnářství, výroba dětské moučky, výroba diabetických sucharů, výroba dietetických sucharů, výroba chleba, výroba neslazených oplatek, výroba pečiva, výroba preclíků, výroba trvanlivého pečiva.